# Wojna Yakima
Wojna z Yakima – wieloletni konflikt zbrojny pomiędzy armią Stanów Zjednoczonych, lokalnymi milicjami i cywilnymi ochotnikami a grupą plemion indiańskich z terytorium Waszyngtonu i pogranicza Oregonu pod przywództwem wodza Kamiakina. Wojna miała miejsce w latach 1855-1858 (drugą fazę konfliktu nazywa się też wojną Spokane–Coeur d’Alene-Palouse).

## Wstęp
Konflikt pomiędzy Indianami zamieszkującymi po wschodniej stronie Gór Kaskadowych a napływającymi na ten obszar białymi nasilał się stopniowo. Początkowo stosunki były nawet dość przyjazne, lecz wkrótce po przekazaniu kontroli nad ogromnym obszarem ówczesnego Oregonu (dzisiejsze stany Oregon, Waszyngton i Idaho) w 1846 zaczęły się szybko pogarszać. W latach 1848–1850 doszło do pierwszego otwartego wybuchu przemocy zwanego „wojną z Cayuse”. Od 1850 władze Terytorium Oregon oferowały bardzo korzystne warunki dla osadników, przydzielając za darmo każdemu żonatemu mężczyźnie 640 akrów ziemi, zaś nieżonatemu 320 (pod warunkiem zagospodarowania jej i zamieszkiwania przez co najmniej 4 lata). W wyniku tej akcji ludność Oregonu wzrosła z 12 093 w 1850 do 52 595 w 1860.
W roku 1853 z Terytorium Oregon wydzielono osobne Terytorium Waszyngton. Jego gubernatorem został 35 letni weteran wojny meksykańskiej Isaac I. Stevens. Postawił on na szybki rozwój Terytorium poprzez zwiększenie liczby białej ludności oraz zbudowanie linii kolejowej łączącej oba oceany. W tym celu Stevens musiał zawrzeć traktaty z plemionami, aby uzyskać ziemię pod osadnictwo i uzyskać zabezpieczenie dla budowniczych kolei.

### Zgromadzenie w dolinie Walla Walla
W maju 1855 gubernator Stevens wraz z Inspektorem ds. Indian Terytorium Oregon zwołali na wielką naradę w dolinie Walla Walla (niedaleko spalonej przez Cayuse w 1848 misji w Waiilatpu) wszystkie okoliczne plemiona. Było to największe zgromadzenie Indian w całej historii Północnego Zachodu. Łącznie pojawiło się ok. 5000 Indian z plemion Nez Percé, Walla Walla, Cayuse, Umatilla, Yakima i Spokane. Podczas rozmów stosując na przemian przekupstwo i groźby Stevens zmusił plemiona do oddania części ziemi i przeniesienia się do rezerwatów. Ostatecznie 12 czerwca 1855 podpisano traktat. 14 szczepów składających się na konfederację Yakima (Yakima, Palouse, Pisquouse, Wenatshapam, Klikatat, Klinquit, Kow-was-say-ee, Li-ay-was, Skin-pah, Wish-ham, Shyiks, Ochechotes, Kah-milt-pay i Se-ap-cat) których reprezentantem w stosunkach z rządem USA został wybrany wódz Kamiakin, oddało łącznie 16 920 mil kwadratowych zatrzymując dla siebie tylko 1233 mile kwadratowe terytorium. Rząd USA miał zapłacić za przejęte ziemie 200 tysięcy dolarów płatnych w ciągu 20 lat. Dla Indian miały zostać wybudowane 2 szkoły, sklepy i młyny, a także szpital. Rząd wziął na siebie obowiązek wyekwipowania szpitala, dostarczenia nauczycieli oraz sprzętu do uprawy roli, a także specjalistów takich jak np. stolarz czy rusznikarz. Także różna inna pomoc miała być przekazywana Indianom w ciągu owych 20 lat. Pierwszych 60 000 dolarów miało być przez rząd USA w celu ułatwienia Indianom przesiedlenia do rezerwatu i zagospodarowania się w nim, zbudowania dla nich domów itp. W następnych latach renta miała wynosić: w ciągu pierwszych pięciu lat po ratyfikacji traktatu – 10 000 dolarów rocznie, w kolejnych 5 latach – 8000 dolarów, w ciągu kolejnych 5 lat – 6000 dolarów i w ciągu ostatnich 5 lat 4000 dolarów rocznie.
Biali mieli zakaz wstępu na ziemie rezerwatu Yakima (z wyłączeniem pracowników Biura do spraw Indian). Agentem indiańskim dla Yakima został Andrew Jackson Bolon.
Indianom pozostawiono prawo do połowu ryb, polowania oraz wypasu koni na ziemiach poza rezerwatem, które nie zostały objęte osadnictwem.
W osobnym traktacie plemiona Cayuse, Umatilla i Walla Walla oddały ok. 16 tys. km² ziemi zatrzymując dla siebie rezerwat o obszarze 384 km².
Wódz Yakima Kamiakin początkowo nie chciał podpisać traktatu, jednak w końcu uległ. Stevens obiecał Indianom, że nie będą musieli przenosić się do rezerwatu od razu, lecz dopiero co najmniej w rok po jego ratyfikacji przez Senat w Waszyngtonie. Jednak okazało się, iż Stevens jest fałszywym i kłamliwym człowiekiem. Zaledwie 12 dni po podpisaniu traktatu oznajmił, iż ziemie oddane przez Indian są otwarte dla osadnictwa. Nie czekał przy tym na ratyfikację przez Senat (to nastąpiło dopiero w 1859).
Na rezultaty działalności Stevensa nie trzeba było długo czekać. Do kraju Yakima wtargnęły tabuny białych. Ich ilość zwiększyła się gwałtownie po odkryciu złota w okolicach Colville i Okanogen, co wywołało wzburzenie Indian. Ponadto część wodzów była zdania, iż inni wodzowie nie mieli prawa podpisywać traktatu za nich. Mimo nawoływań wodza Kamiakina do zachowania pokoju, sytuacja niebezpiecznie się zaogniała.

## Wojna 1855–1856

### Sytuacja militarna
W 1855 na obszarze Terytorium Oregon i Waszyngton zamieszkiwało łącznie ok. 40 000 białych. Z tego na terytorium Waszyngton – ok. 5000. Osady białych były rozrzucone na olbrzymim obszarze – ok. 300 tys. mil kwadratowych. Spośród białych mieszkańców Terytorium Waszyngton ok. 1600 było zdolnych do walki, w Oregonie – ok. 8000. Dodatkowo na obszarze tym stacjonowały nieliczne regularne jednostki wojskowe: w Fort Steilacoom, dwie kompanie piechoty (152 ludzi); w Fort Vancouver dwie kompanie piechoty (194 ludzi) w The Dalles dwie kompanie piechoty i kompania artylerii (231 ludzi) w Fort Lane (8 mil od Jacksonville) dwie kompanie dragonów (115 ludzi) w Fort Orford (Port Orford) kompania artylerii (27 ludzi) – łącznie 741 żołnierzy.
Indian na obszarze Terytorium Waszyngton było ok. 20 tysięcy. Podobna liczba zamieszkiwała obszar Terytorium Oregon.

### Wybuch wojny
Latem 1855 sytuację na ziemiach Yakima niebezpiecznie podgrzewały takie wydarzenia jak grabieże indiańskich koni i gwałty na Indiankach, których dopuszczali się biali. Wodzowie tacy jak Teias czy Owhi mimo to nawoływali do zachowania pokoju. Najważniejszy z wodzów – Kamiakin, zdecydował, iż podejmie walkę, ale dopiero gdy na ziemie Indian wkroczy wojsko. Postanowił on także, by wysłać wojowników na przełęcze i szlaki, by przestrzegli białych przed wkraczaniem na ziemie Yakima. Jednak większość białych zignorowała ostrzeżenie. Jednocześnie Kamiakin próbował stworzyć koalicję plemion, która wzmocniłaby siły Indian. Wysłał w tym celu emisariuszy do plemion Palouse, Spokane i Coeur d’Alene. Poprzez swego szwagra – Qualchana udało mu się także nawiązać kontakty z plemionami znad zatoki Puget i wodzem Leschi. Oprócz młodych wojowników, do wojny przeciw białym namawiali podobno Indian Mormoni osiedli w Utah (a którzy sami podnieśli bunt przeciw USA 2 lata później). Nie jest to pewne, aczkolwiek później wśród Indian znajdowano broń i zapasy prochu z sygnaturami mormońskich wytwórni.
Bezpośrednią przyczyną wybuchu wojny miał być gwałt jakiego dopuścili się biali na córce wodza Teiasa. Wśród zapaleńców, którzy postanowili ukarać białych był Qualchan – szwagier Kamiakina a zarazem syn wodza Owhi, brata Teiasa. Wraz z grupą wojowników zamordował on 5 poszukiwaczy złota przy brodzie na rzece Yakima. Następnie zginęło 2 kolejnych – posądzanych przez Indian o gwałt na córce wodza. Łącznie w kraju Yakima miało zginąć 12 białych. Agent A.J. Bolon wyruszył z The Dalles aby zbadać sprawę, lecz 23 września został również zabity. Wojownicy spalili jego zwłoki i zabili jego konia. Wieści wkrótce dotarły do majora Alvorda w The Dalles, który powiadomił wyższe władze. Te postanowiły wysłać do kraju Yakima ekspedycję karną.
Bitwa pod Toppenish Creek. 3 października 1855 major Gabriel J. Rains, dowódca okręgu wojskowego obejmującego rzekę Kolumbia i zatokę Puget Sound wysłał z The Dalles ekspedycję w celu odnalezienia morderców Boltona i ukarania Yakima. Dowodzący ekspedycją major Granville O. Haller miał do dyspozycji kompanie I oraz K, a także oddział z kompanii H 4 pułku piechoty oraz haubicę, łącznie 5 oficerów i 102 żołnierzy. Po drodze miał do niego dołączyć porucznik Slaughter, który wyruszył 27 września z Fort Steilacoom 27 września z 40 ludźmi i podążał do kraju Yakima przez przełęcz Nahchess.
Kamiakin wiedział, że na wieść o mordach na białych władze wyślą przeciwko Yakima armię, więc zawczasu zgromadził odpowiednie siły, ok. 500 wojowników z plemion Yakima i Palouse. Po południu 6 października po 3-dniowym marszu oddział Hallera dotarł do potoku Toppenish Creek. Gdy żołnierze schodzili z długiego, niezalesionego wzgórza i podchodzili do zarośniętego łożyska strumienia, straż przednia odkryła nagle Indian. Kamiakin miał ponoć zamiar najpierw porozmawiać z żołnierzami i skłonić ich do powrotu do siebie, lecz zanim zdążył to uczynić padły strzały. Straż przednia Hallera została odrzucona. Indianie zdobyli większość mułów z zapasami oddziału. Wojsko zajęło pozycje na szczycie wzgórza. Po zapadnięciu zmroku Indianie zostawili Hallera w spokoju i udali się do obozu na wypoczynek i po pożywienie. Tego dnia armia straciła 1 zabitego i 7 rannych.
Zajęte pozycje gwarantowały armii dobry punkt oporu, jednak miejsce to miało poważny minus – nie było tam drewna, wody oraz paszy dla koni. Następnego dnia wojownicy pod przewodnictwem Qualchana zaatakowali energicznie. Haller widząc przewagę przeciwnika posła gońca do The Dalles po posiłki (45 osobowa kompania 3 pułku artylerii porucznika Daya wzmocniona haubicą), jednak mogły one dotrzeć dopiero za kilka dni. Dlatego też 8 października oddział Hallera rozpoczął odwrót do The Dalles, dokąd dotarł nie niepokojony 10 października. Łącznie Haller stracił w ciągu 3-dniowej bitwy 5 zabitych i 17 rannych. Indianie mieli stracić tylko 2 zabitych, 4 rannych i 1 wziętego do niewoli. 2 białych cywili, którzy gnali za oddziałem Hellera stado bydła przeznaczonego na pożywienie dla wojska ledwo uniknęło śmierci, gdy zostali zaatakowani przez grupę 20 Indian. 1 biały został ranny, lecz obaj zdołali uciec. Bydło wpadło w ręce Yakima.
Po pobiciu Hallera Kamiakin otrzymał informację, iż z drugiej strony, przez przełęcz Nahchess nadciąga kolejny oddział wojska. Było to 40 ludzi porucznika Slaughtera, który zgodnie z rozkazem miał dołączyć do oddziałów Hallera. Przeciwko nim ruszył Qualchan i jego wuj Teias. W drodze ludzie Teiasa idący na przedzie jako zwiadowcy schwytali białego nazwiskiem John Edgar, który był mężem siostrzenicy wodza. Stwierdził on, iż przybył, by ostrzec Indian przed nadciągającym wojskiem. Teias, obawiając się, że Qualchan mógłby chcieć zabić białego – wypuścił go i poinformował o porażce Hallera. Edgar natychmiast popędził do Slaughtera, dla którego szpiegował. Ten po uzyskaniu wieści zarządził natychmiastowy odwrót. Gdy nadszedł Qualchan z głównymi siłami okazało się, że biali są już daleko. Zdegustowany postępkiem wuja kazał mu udać się do obozu starców i kobiet w dolinie Kittitas, gdzie miał spędzić resztę wojny. Jednocześnie poprzysiągł Edgarowi zemstę, za zdradę której się dopuścił. Prawdopodobnie zdołał jej dokonać, gdyż mężczyzna został zastrzelony w marcu 1856.
Porażka wojska pod Toppenish Creek wywarła duże wrażenie na okolicznych plemionach. Wielu wojowników postanowiło dołączyć do Kamiakina. Pod koniec października, gdy powstały plemiona znad Zatoki Puget, wojna objęła większość obszaru Terytorium Waszyngton. Na wschód od Gór Kaskadowych, poza Flathead, Spokane, Pend d’Oreille i Nez Percé, wszystkie plemiona stanęły do walki. Jednocześnie konflikt nad rzeką Rogue w Oregonie przerodził się w otwartą wojnę. Zaczęto więc szybką mobilizację milicji terytorialnej. Już 9 października major Rains wystąpił do władz Waszyngtonu o mobilizację 2 kompanii milicji składających się z 1 kapitana, 1 porucznika, 1 podporucznika, 2 muzykantów, 4 sierżantów i 74 szeregowych każda.
13 października na podstawie proklamacji gubernatora Terytorium Oregon, Curry’ego został utworzony 1 Pułk Konnej Milicji Terytorium Oregon w sile kilku kompanii. Jego dowódcą został mianowany pułkownikiem milicji James W. Nesmith. Najwyższym stopniem regularnym wojskowym na obszarze Terytorium Waszyngton był wówczas major Rains. Aby nie dopuścić do sporów kompetencyjnych między oboma dowódcami zastępca gubernatora Terytorium Waszyngton, Charles Mason nadał majorowi tymczasowy stopień generała brygady milicji (Stevens w tym czasie przebywał daleko na wschodzie – w kraju Flathead). 19 października z rozkazu Charlesa Masona powstała kompania rangerów. 20 października również w stolicy Terytorium Waszyngton powstała Kompania A Milicji Terytorium Waszyngton, której kapitanem został Gilmore Hays. Już 21 października kompania ta za oddziałami 4 pułku piechoty kapitana Marice Maloneya, które z Fort Steilacoom podążały w kierunku kraju Yakima. 22 października Mason zaordynował stworzenie czterech kolejnych kompanii ochotników.
21 października Maloney (75 żołnierzy) dotarł do obozującej nad White River kompanii Slaughtera (40 ludzi). 24 października dołączyła do nich kompania A milicji terytorialnej i siły Maloneya mogły ruszyć w kierunku rzeki Nahchess, gdzie dotarły 28 października. Tam Maloney stwierdził, iż dalszy marsz nie ma sensu ze względu na znaczne siły Indian, a także na potrzebę ochrony ludności cywilnej z rejonu Puget Sound. Wysłał szybko kilkuosobową grupę do Fort Steilacoom, by powiadomić o swych zamiarach, lecz grupa ta została zaskoczona wybuchem walk nad White River i straciła 31 października 2 zabitych.
Bitwa koło Union Gap. 30 października major Gains wraz z 370 żołnierzami (w tym 20 dragonów) i zapasami na 20 dni wyruszył ze swojego obozu położonego koło The Dalles. 1 października dołączył do niego Nesmith z kompaniami C, D, E, F i G swojego pułku. Kilka dni później dołączyły też kompanie A i K (łącznie 533 ludzi). Wojsko ruszyło w kierunku kraju Yakima. Zwiadowcy Kamiakina, którymi dowodził Qualchan szybko donieśli wodzowi o postępach armii. Siły wojska znacznie przewyższały siły Kamiakina, który miał tylko ok. 300 wojowników, gdyż pozostałe plemiona stwierdziły, iż będą walczyć tylko, gdy biali je zaatakują. Rozmieścili się oni niedaleko katolickiej Misji Świętego Józefa nad potokiem Ahtanum wpadającym do rzeki Yakima a prowadzonej przez księży Charlesa M. Pandosy oraz Pierre Paul Durieu. Droga z The Dalles wiodła przez miejsce gdzie Yakima przełamywała się przez pasmo Athanum Ridge w miejscu zwanym przez białych Twinn Buttes, zaś później Union Gap. Starcy, kobiety i dzieci zostały w bezpiecznym miejscu. Jedynie kilka kobiet towarzyszyło wojownikom. Qualchan śledzący cały czas ruchy wojska zdołał przeniknąć do obozu i ukraść część zwierząt. 8 listopada Kamiakin z 50 wojownikami wysunął się naprzeciw armii i ostrzelał czołowe oddziały Rainsa. Ten rozkazał rzucić do ataku dragonów porucznika Philipa Sheridana. Indianie szybko przeprawili się na drugą stronę rzeki. Próba pościgu ze strony dragonów w dość płytkiej, lecz rwącej wodzie zakończyła się tragicznie – 2 dragonów utonęło. Indianie w Union Gap usłyszeli strzały i około 100 wojowników ruszyło w tamtym kierunku. W zapadającym zmroku natknęli się na kompanię ochotników. W wymianie strzałów rannych zostało 2 ochotników z Oregonu i 1 Indianin. W nocy Kamiakin po spotkaniu z innymi wodzami postanowił stawić opór w Union Gap. 9 listopada Rains kontynuował marsz pomiędzy oboma szczytami Ahtanum Ridge. Indianie małymi grupkami podjeżdżali, ostrzeliwali kolumnę i uciekali.
Konie milicji były zbyt zmęczone i nie mogli oni dognać Indian. Pułkownik Nesmith stracił w tej strzelaninie konia. Trwało to jakiś czas, dopóki artyleria Rainsa nie spędziła Indian z pola. Indianie obsadzili wyniosłości nad Union Gap. Oddziały białych rozwinęły się w linię i ruszyły do ataku wspierane ogniem artylerii. Indianie trzymali się do godziny 16. Wtedy na ufortyfikowane przez Indian wzgórze uderzył major Haller i kapitan Anger. Ryk artylerii i eksplozje pocisków przeraziły Indian. W panice opuścili swe pozycje. W nocy Kamiakin z wodzami rozważali nocny atak, jednak z powodu znacznej przewagi liczebnej przeciwnika zrezygnowano z tego. Następnego dnia ścigający Indian ochotnicy zabili jednego Yakima. To jedyna potwierdzona ofiara tej bitwy. Major Rains w swym raporcie znacznie podkoloryzował przebieg bitwy i przesadnie ocenił straty Indian.
Uciekający Indianie stracili sporo koni. Porzucili także bydło, które nie nadawało się do szybkiej ucieczki. Po bitwie wojsko spaliło zabudowania misji uznając, iż katoliccy księża pomagali Yakima (w zabudowaniach znaleziono zapasy prochu).
Następnie pułkownik Nesmith ruszył z 200 ludźmi w górę rzeki Nahchess w kierunku przełęczy uznając, iż w tamtym kierunku uciekli Indianie. Jednak nie znalazłszy żadnych śladów uciekinierów powrócił. Wtedy major Rains po konsultacji z oficerami postanowił powrócić do The Dalles ze względu na zmęczenie żołnierzy, brak odpowiednich ubrań, wyczerpanie koni i niewystarczającą ilość żywności. W drodze powrotnej Oddziały Rainsa napotkały kompanię kapitana Wilsona, który zaraportował stratę większości koni i zaopatrzenia w głębokich śniegach zalegających w górach. 18 listopada oddziały były powrotem w The Dalles, gdzie miały zostać przez zimę.
17 listopada do Fort Vancouver przybył generał John E. Wool, dowódca Departamentu Pacyfiku. Generał, niechętny wojnie przeciw Indianom i sympatyzujący z nimi, zaś krytykujący politykę gubernatorów Oregonu i Waszyngtonu nakazał, aby wycofać regularne oddziały Rainsa z The Dalles do Fort Vancouver (z wyjątkiem małego garnizonu) i zakazał armii regularnej wkraczania do kraju Yakima. Tego dnia siły stacjonujące na Terytorium Waszyngton wynosiły łącznie 702 żołnierzy regularnych i 280 żołnierzy milicji terytorialnej. Liczba ta nie obejmuje oddziałów milicji lokalnej, przeznaczonych do obrony osad białych. Nie obejmuje również oddziałów milicji z Oregonu, które miały poważny udział w walkach z Yakima na terenie Waszyngtonu. Siły Indian oceniano na łącznie nie mniej niż 3000 wojowników.
2 grudnia podpułkownik Kelly poprowadził 350 żołnierzy z kompanii A, B, F, H, I oraz K 1 Pułku Milicji Terytorium Oregon (pieszej) z Fort Henrietta w kierunku Waiilaptu w dolinie Walla Walla. Na terenie tym zamieszkiwały plemiona Walla Walla i Cayuse, które jak dotąd nie brały udziału w walkach. 2 dni później, u zbiegu rzek Touchet i Walla Walla, koło opuszczonego Fort Walla Walla, Kelly spotkał się ze starym wodzem Walla Walla – Peopeo Moxmox, który wyjechał ku niemu z białą flagą. Spotkanie nie przyniosło rezultatów. Kelly podejrzewający wodza o niecne zamiary kazał go zatrzymać wraz z 4 wojownikami którzy mu towarzyszyli. Aresztowano także chłopca z plemienia Nez Percé. Jednocześnie osłabiona załoga Fort Henrietta (tylko 25 ludzi) stała się obiektem ataków buntowniczych Indian, którzy 4 grudnia zabili żołnierza pilnującego koni. Następnego ranka Kelly ruszył 15 mil w górę rzeki Touchet, by odnaleźć resztę Indian. Jednak ci uciekli. Kelly kazał Peopeo Moxmox wysłać gońca z żądaniem kapitulacji jego plemienia, lecz ten nie wrócił.
7 grudnia Kelly ruszył w kierunku dawnej misji Whitmanów w Waiilaptu.
Bitwa koło Waiilaptu. Indianie (Walla Walla i Cayuse) obserwowali z oddali poczynania Kelly’ego. Koło Waiilaptu marsz Kellyego został zatrzymany przez kilkuset Indian, którzy sformowali długą linię bojową. Indianie wystrzelili kilka ostrzegawczych pocisków. Porucznik J.M. Burrows ze swymi ludźmi ruszył na pobliskie wzgórze, by obejść flankę Indian, jednak został zastrzelony. Rannych było 3 żołnierzy (w tym kapitan) Kompania A kapitana A.V.Wilsona do której dołączyła kompania F kapitana Charlesa Bennetta ruszyły do uderzenia na bagnety. Indianie zostali odrzuceni o około milę w górę rzeki, gdzie zajęli stanowiska w opuszczonych chatach osadników. W czasie szturmu na te chaty zginął kapitan Bennet i żołnierz z kompanii A. Milicja próbowała wykorzystać znalezioną w opuszczonym forcie haubicę, ta jednak po 4 strzałach rozerwała się raniąc kapitana Wilsona. W czasie bitwy żołnierze zastrzelili i oskalpowali wodza Peopeo Moxmox oraz pozostałych zakładników. Oficjalnie, dlatego, iż rzekomo próbowali odebrać wartownikom broń.
Wieczorem żołnierze urządzili w jednej z chat szpital dla rannych. W ciągu nocy nadciągnęło więcej okolicznych Indian. Kelly stanął naprzeciw ok. 600-1000 wojowników z plemion Cayuse, Walla Walla, Umatilla i Palouse. Milicja była zmuszona wycofać się na nowe, bardziej zdatne do obrony pozycje. Tam przez cały 8 i 9 grudnia odpierali ataki Indian. W końcu 10 grudnia kontrataki i manewr flankujący doprowadził do wycofania się Indian. Łączne straty milicji w ciągu 4 dniowej bitwy to 8 zabitych i 18 rannych. Straty Indian nie są znane. Kelly ocenił je na 75 zabitych. Może być to liczba zbliżona do prawdziwej, gdyż ludzie Kelly’ego odnaleźli na polu bitwy 39 ciał, zaś zwłoki innych mogły być zabrana przez wycofujących się Indian.
Mimo sukcesu w bitwie, akcja Kelly’ego doprowadziła do znacznego pogorszenia sytuacji w regionie. Śmierć wodza Peopeo Moxmox i bitwa w dolinie Walla Walla spowodowały, że do walki przyłączyły się stojące dotąd z boku plemiona Cayuse, Palouse, Walla Walla i Umatilla.
Po bitwie w dolinie Walla Walla oddziały milicji udały się na leża zimowe. Doszło też do zmiany dowódcy 1 pułku milicji konnej terytorium Oregon, gdyż 21 grudnia pułkownik Nesmith zrezygnował. Zastąpił go kapitan Thomas R. Cornelius, dowódca kompanii D tegoż pułku, którego żołnierze wybrał na nowego pułkownika. Tymczasowo biali wstrzymali działania przeciw Yakima, gdyż zajmowały ich konflikty w dolinie rzeki Rogue i nad Puget Sound.
29 stycznia 1856 generał Wool wydał pułkownikowi Wrightowi – dowódcy 9 pułku piechoty – rozkaz udania się z wojskiem do The Dalles i ustanowienia tam bazy operacyjnej. Miał nadzieję, iż obecność wojska doprowadzi do zawarcia pokoju. Jednak operacja nie była wymierzona tylko w Indian. Wright otrzymał rozkaz chronienia Cayusów przed oregońską milicją. Do wykonania zadania Wright dysponował 8 kompaniami 9 pułku piechoty, 1 kompanią 4 pułku piechoty, półtorej kompanii dragonów i kompanią 3 pułku artylerii.
Potyczki w lutym/marcu 1856. Działania wojenne wznowiono w lutym. Cayusom padło zimą wiele koni. Chcąc zyskać nowe, oddział Cayusów wykonał 15 lutego rajd na Fort Henriette obsadzony tylko przez 12 ludzi. Cayuse uprowadzili 300 koni, czemu szczupła obsada fortu nie była w stanie przeszkodzić. Część zwierząt została później odnaleziona u białych handlarzy, którzy prawdopodobnie kupili je od Cayuse i zamierzali popędzić do Kalifornii, mimo że dobrze wiedzieli, skąd konie pochodzą. Następnie 25 lutego Indianie skradli konie z transportu amunicji idącego z Umatilla do Walla Walla, zaś w połowie marca zaskoczyli grupę białych poszukujących bydła, zabili jednego i zabrali wszystkie konie grupy. 6 marca grupa wojowników z plemienia Klickitat napadła na okolice osady Jocelyn w ujściu rzeki White Salmon i skradła dużą ilość zapasów. Pościg 2 kompanii 9 pułku piechoty nie dał rezultatu. Klickatowie uciekli w Góry Kaskadowe, gdzie połączyli się z Yakima Kamiakina.
Rajd pułkownika Corneliusa. W tym samym czasie ruszyły do akcji oddziały pułkownika Corneliusa. 9 marca Cornelius wysłał 50 ludzi porucznika Charlesa B. Pillowa, by utworzyli posterunek w Forcie Walla Walla. Tego samego dnia Cornelius ruszył na północ w kierunku rzeki Snake na czele kompanii A, D, E, H i K z 1 batalionu oraz A, B, C, D z batalionu rekrutów, łącznie 500 żołnierzy. Do Snake oddziały dotarły 12 marca. Po przeprawie na drugą stronę rzeki, do kraju Palousów, biali odkryli grupę Indian. W trakcie pościgu zginęło 4 starych Indian, schwytano też dziecko i 2 kobiety. Następnego dnia wydzielony oddział przeprowadził rajd na zachód w kierunku ujścia rzeki Yakima do Kolumbii. Oddział napotkał kilka grup Indian.
W starciach zginęło 4-5 Indian. 1 biały został lekko ranny strzałą. Następnie oddziały Corneliusa weszły w głąb kraju Palusów, w górę rzeki Palouse, po czym poprzez kraj Yakima ruszyły na zachód w kierunku rzeki Kolumbia. Indian nie napotkano. Po drodze Cornelius odesłał kompanie H i K z 1 batalionu oraz kompanie A i D z batalionu rekrutów do Walla Walla. Sam z pozostałymi oddziałami przekroczył rzekę Kolumbia 30 marca.
Atak w Górach Kaskadowych. W czasie gdy Wright maszerował ze swymi oddziałami z Fort Vancouver w kierunku The Dalles, Kamiakin skoncentrował w Górach Kaskadowych duże siły i ruszył w dół rzeki Kolumbia. 26 marca, gdy regularne oddziały Wrighta dotarły na miejsce, siły Kamiakina (ze szczepów Yakima, Klickitat i Cascade) rozpoczęły skoordynowany atak na osiedla białych położone nad 3 progami skalnymi na rzece zwanymi Upper, Middle i Lower Cascades, położonymi ok. 40 mil od The Dalles. O 8.30 Yakima uderzyli na ludzi pracujących przy budowie mostów dla przyszłej linii kolejowej koło Bradford przy Upper Cascades. Zginęło kilku osadników zaś kilku zostało rannych. Pozostali (ok. 40 osób, w tym kobiety i dzieci) zamknęli się w magazynie, gdzie byli przez kolejne 2 dni oblegani, zanim 28 marca nie uwolniły ich przybyłe parowcami z The Dalles oddziały wojska (kompanie A,E,F,I z 9 pułku piechoty oraz kompania E 1 pułku dragonów i kompania L 3 pułku artylerii – całość ok. 200 żołnierzy pod dowództwem podpułkownika Steptoe). Jednocześnie został zaatakowany mały garnizon w przy Middle Cascades (tzw. Fort Rains) obsadzony przez 9 żołnierzy z kompanii H 4 pułku piechoty pod dowództwem sierżanta Kelly’ego. Atak nastąpił w chwili, gdy jeden z żołnierzy był poza fortyfikacją, wysłany przez dowódcę po whisky. Nie zdążył on powrócić na czas i został postrzelony w obie nogi w czasie przedzierania się. Żołnierz mdlał kilkakrotnie (upływ krwi), ale whisky którą niósł pokrzepiła go w wystarczającym stopniu, by doczołgać się do fortu. W samym forcie schroniło się kilka okolicznych rodzin. Łącznie w forcie i w trakcie ucieczki do niego zginęło 3 białych zaś 7 zostało rannych. Fort został uwolniony z oblężenia 28 marca.
W tym samym czasie Yakima przeprowadzili też atak na farmy białych w Lower Cascades, jednak osadnicy ostrzeżeni odgłosami walki z Fort Rains zdążyli na czas uciec. Ich domy zostały spalone. Osadnicy z Lower Cascades przedostali się do Fort Vancouver, skąd rankiem 27 marca na pokładzie parowca „Belle” wyruszył w kierunku Cascades porucznik Philip Sheridan z 40 żołnierzami. Sheridan wylądował w Lower Cascades po czym ruszył z kilkoma żołnierzami na rekonesans. W jego trakcie grupa została ostrzelana przez Indian. Zginął 1 żołnierz. Indianie zostali odrzuceni, lecz zajęli dobre pozycje obronne. Sheridan wysłał parowiec do Fort Vancouver po posiłki. 28 marca Sheridan przy pomocy haubicy zdołał przebić się przez Indian i nawiązać łączność z Fort Rains, zaś wkrótce nadeszły siły podpułkownika Steptoe. Siły Sheridana i Steptoe otoczyły pobliską wieś Indian Cascade i zmusiły do kapitulacji 13 wojowników.
Łącznie w walkach od 26 do 28 marca zginęło 14 osadników i 3 żołnierzy, zaś 10 osadników i 2 żołnierzy zostało rannych. Napastnicy również stracili kilku zabitych.
Po ataku, Yakima i Klickitat wycofali się w góry. Gorszy los spotkał Indian Cascade. Zostali oni przetransportowani pod strażą na wyspę na rzece skąd nie mogli uciec. Z polecenia pułkownika Wrighta specjalna komisja stwierdziła ich udział w ataku i uznała winnymi mordów na osadnikach wodza Chimonteh i 8 wojowników. Zostali oni powieszeni.
Sheridan przeprowadził również w Cascades śledztwo w sprawie okrutnego mordu popełnionego przez białych na przyjaznych Indianach – wodzu plemienia Chinook Spencerze (który pomagał Wrightowi jako tłumacz) i jego rodzinie (żona, 2 nastolatków, 3 dziewczynki i 3-letni chłopiec). Podróżowali oni przez ten obszar z The Dalles w kierunku Fort Vancouver kilka dni po ataku Indian na Cascades, jednak nie dotarli do celu. Sheridan przeprowadził poszukiwania i odkrył, że niedaleko Fort Raines zostali oni w okrutny sposób zamordowani przez okolicznych osadników. Wszyscy zostali powieszeni na kawałkach sznurka, zaś najmłodsze dziecko zostało uduszone za pomocą czerwonej jedwabnej chustki jego matki. Osadnicy dobrze znali ofiary i znakomicie wiedzieli, iż Spencer to jeden z najbardziej pokojowo nastawionych Indian, żyjący zawsze w przyjaźni z białymi i pomagający im. Sheridan określił mord jako najohydniejszą zbrodnię popełnioną przez białych. Jednak sprawców nigdy nie wykryto i nie oskarżono.
Starcie koło Satus Creek. Cornelius po przekroczeniu Kolumbii ruszył w górę rzeki Yakima. Miał przy sobie kompanie A, D i E z 1 batalionu oraz B i C z batalionu rekrutów, łącznie 241 żołnierzy. Po południu 9 kwietnia oddziały dotarły do potoku Satus. Cornelius miał już wieści o masakrze w górach Kaskadowych i chciał dopaść Indian. Wieczorem wrócił zwiad, który poinformował go o odkryciu kilkuset buntowników w kierunku The Dalles. Wierząc, że nadchodzi bitwa Cornelius wraz z kapitanem Absalomem J. Hembree udali się za rekonesans. Hembree był nastawiony sceptycznie co do rewelacji o obecności Indian w okolicy. Po nocnej naradzie Cornelius postanowił wysłać zwiad na niedalekie w celu informowania go o ruchach przeciwnika następnego ranka. Zgłosili się kapitanowie Wilbur, Wilson i Hembree, porucznicy Stillwell i Hutt oraz czterech szeregowych. Gdy zwiad był o milę od obozu Corneliusa, lecz jeszcze nie na szczycie wzgórza, został niespodziewanie ostrzelany przez Indian. Pociski śmiertelnie raniły kapitana Hembree. Pozostali uciekli. Indianie ruszyli w kierunku Hembree myśląc, iż ten nie żyje, jednak on ostatkiem sił wydobył rewolwer i zastrzelił 3 Yakima. Chwilę potem został dobity i oskalpowany. Indianie ruszyli za uciekinierami zajmując dominujące wzgórza i skały. Z obozu szybko ruszyła pomoc – porucznik Hibler z częścią kompanii E i porucznik Caldwell z częścią kompanii D. Odrzucili oni Indian z ich pozycji. Nadciągnęły kolejne oddziały. Kapitan Ankeny z oddziałem z kompanii C wyrzucił Indian z wyniosłości na skraju prawego skrzydła, zaś major Cornoyer odzyskał ciało kapitana Hembree. Porucznik Powell z kompanii E trzymał zachodnią flankę, zaś część kompanii B – wschodnią, uniemożliwiając Indianom obsadzenie krzaków wzdłuż strumienia. Na południu Kapitan Wilson i porucznik Pillon uderzyli wraz z kompanią A na wyniosłość opanowaną przez buntowników i zdobyli ją. Porucznik Myers z większą częścią kompanii D zaatakował grupę Indian, która znalazła się na tyłach kompanii A. Porucznicy Hutt i Stillwell zajęli wzgórza na północnym zachodzie, zaś kapitan Burch prowadząc elementy kompanii B i C wspiął się na wzgórza na południu po czym ścigał Indian przez kilka mil.
Walka toczyła się w ciężkim terenie pociętym skałami i kanionami. Wkrótce wrócili zwiadowcy z informacją, że Indianie umocnili się na wyniosłości kilka mil w górę Status Creek. Cornelius rozkazał majorowi Cornoyerowi wyrzucić ich stamtąd. Major ruszył prowadząc oddziały wydzielone z wszystkich kompanii (poza A). Indian było ok. 300, zajmowali dobrze ufortyfikowane skaliste pozycje, trudne do zaatakowania. Cornoyer rozkazał części ludzi zsiąść z koni i atakować pieszo. Indianami dowodził Kamiakin, którego tubalny głos było słychać z daleka. Jak się okazało Kamiakin miał też opracowany system sygnałów za pomocą widocznej z daleka flagi. Atak Corneliusa uzyskał powodzenie. Indianie wycofali się tracąc 1 zabitego i 3 rannych. Do wschodu słońca Indianie zniknęli. Mimo gwałtowności bitwy straty po obu stronach były niewielkie. Po stronie białych, poza zabitym kapitanem był zaledwie 1 ranny. Indianie mieli według raportów 8 zabitych. Być może wynikało to z faktu, iż wielu Indian nie miało broni.
Następnego dnia oddziały Corneliusa ruszyły w drogę powrotną do The Dalles. Po drodze miało zginąć 2 Indian, którzy zbliżyli się do kolumny.
W kwietniu generał Wool odwiedził The Dalles. Niezadowolony z działań mściwych oregońskich ochotników, wysłał gubernatorowi Oregonu Curry’emu pismo, w którym żądał wycofania oregońskich milicji z obszaru rzeki Kolumbii. Taka polityka nie została dobrze przyjęta przez gubernatorów Waszyngtonu i Oregonu. Zaczęli wysyłać listy do stolicy z prośbą o usunięcie generała. Jednocześnie Wool wezwał też Indian do zakończenia wojny. Przygotował wraz z Wrightem wyprawę, która miała doprowadzić do położenia kresu wzajemnym mordom i zakończenia wojny. 28 kwietnia Wright wraz z 11 kompaniami przekroczył Kolumbię i ruszył w głąb kraju Yakima. Po drodze poddawały się mu małe grupy Indian. 18 maja rozbił obóz nad rzeką Nahchess. Wysoki stan wody uniemożliwiał przeprawę. Niedługo potem na drugim brzegu pojawili się Indianie, proszący o pokój. 8 czerwca do jego obozu przybyło 2 ludzi wysłanych przez wodza Owhi. Powiedzieli, iż następnego dnia przybędą wodzowie.
9 czerwca Kamiakin, Owhi oraz Teias rozbili obóz po drugiej stronie rzeki i wysłali do Wrighta wiadomość o ich pokojowych zamiarach oraz o gotowości do podjęcia rozmów. Wright stwierdził, iż muszą mu to powiedzieć osobiście. Do obozu armii przybył Owhi. W rozmowie z Wrightem Owhi stwierdził, iż przyczyną wszystkich krwawych wydarzeń był traktat ze Stevensem. Skarżył się, że wojna spowodowała śmierć wielu jego ludzi oraz wygnanie pozostałych z ich ziem oraz głód. Stwierdził, że gdy zostanie zawarty pokój będą mogli w spokoju wrócić do siebie, gdzie ziemia, rzeki i lasy zapewnią im dosyć pożywienia by przetrwać. Wright na to odpowiedział, że żeby zawrzeć pokój, wszyscy buntownicy muszą przybyć i zrobić wszystko co on rozkaże. Dał im 5 dni na przybycie do obozu armii i kapitulację oraz zwrot zagrabionych dóbr.
Kamiakin nie rozmawiał z Wrightem, ale wszystko było mu przekazywane. Poza Yakima w obozie byli również wodzowie innych plemion, np. Palouse czy Leschi znad Zatoki Puget. Jednak po upłynięciu terminu ultimatum w obozie Wrighta nie pojawił się ani Owhi, ani żadni inni. Już 11 czerwca Wright przekroczył z 8 kompaniami na świeżo zbudowanym moście rzekę i 20 czerwca dotarł do doliny Kittitass. Wciąż nie było żadnych śladów Indian. Dopiero 6 lipca koło rzeki Wenatchee Wright spotkał się z Indianami, z którymi wcześniej rozmawiał w obozie nad Nahchess. W grupie byli Teias i Owhi. Towarzyszył im ksiądz Pandosy. Zgodzili oni udać się z Wrightem do Toppenish Creek lub każdego innego miejsca które Wright wskaże, jednak prosili o czas na dokończenie połowów ryb, które miały zapewnić im żywność. Wright zgodził się.
Jednocześnie do kraju Yakima wkroczył 2 pułk waszyngtońskiej milicji pułkownika Shawa. Shaw dostał od gubernatora Stevensa (niezadowolonego wolnymi postępami armii) rozkaz współpracowania z Wrightem, jednak ten stwierdził, iż ochotnicy są mu niepotrzebni, jednak ich obecność odstraszyła wielu Indian. Kamiakin z częścią ludzi wycofał się do kraju Paluse, zaś reszta rozproszyła się w terenie.
Starcie nad Burnt River. Milicja Shawa (ok. 400 ludzi) nie zaprzestała działań w kraju Yakima. Kiedy jego oferta współpracy została odrzucona przez Wrighta skierował swe siły w kierunku kraju Walla Walla. Do jego sił dołączyła grupa Nez Percé, którzy służyli jako zwiadowcy. 6 lipca Shaw wysłał kapitana Goffa z 68 ludźmi w celu wsparcia oregońskich ochotników majora Laytona nad rzeką John Day’s River. Goff osiągnął rzekę 9 lipca. Oba oddziały ruszyły w górę rzeki nie napotykając Indian. Goff wysłał przodem porucznika Huntera z 28 ludźmi by dołączył do 45 ludzi Laytona. 15 lipca oddział Huntera osiągnął Burnt River. Z obozu ruszył patrol w składzie porucznik Eaton oraz 2 szeregowych został ostrzelany przez Indian. Zginął Eaton i 1 szeregowy, drugi zdołał uciec. Potem Indianie otoczyli z 3 stron obóz i zaczęli go ostrzeliwać raniąc kolejnego milicjanta. W końcu kontratak Huntera odrzucił ich, zginęło 3 Indian, 1 został ranny. Dayton połączył się z Hunterem, a następnie połączone oddziały dotarły do obozu Shaw nad Milk Creek (25 lipca)
Atak pod Grande Ronde. 14 lipca Shaw ze 160 ludźmi opuścił obóz pod Milk Creek i ruszył w kierunku doliny Grande Ronde, dokąd przybył wieczorem 16 lipca. W dolinie znajdowała się wioska indiańska, w której przebywało ok. 300 Indian z plemion Walla Walla, Cayuse, DesChutes, Palouse i Umatilla. 17 lipca Shaw wysłał do wioski zwiadowców Nez Percé, którzy mieli porozmawić z mieszkańcami. Ci jednak wkrótce wrócili, mówiąc, iż zostali ostrzelani. Shaw bez wahania zarządził szarżę. W wiosce wybuchła panika. Indianie rzucili się do ucieczki, lecz byli bezlitośnie masakrowani przez milicjantów. Pułkownik dumnie zaraportował o zabiciu 40 Indian i ranieniu wielu innych. Straty własne wyniosły 3 zabitych i 4 rannych.
Była to ostatnia akcja waszyngtońskiej milicji. Generał Wool zażądał od Stevensa wycofania milicji z akcji.
W końcu działania Woola zmierzające do pokojowego zakończenia konfliktu zaczęły przynosić efekty. W sierpniu Wright ustanowił Fort Simcoe dokąd przeniósł ok. 500 będących w jego ręku Indian. Stwierdził, iż cały kraj pomiędzy Górami Kaskadowymi a rzeką Kolumbia powinien być dany Indianom, z zakazem wstępu dla białych.
Drugie zgromadzenie w dolinie Walla Walla. Wczesnym wrześniem Stevens opuścił The Dalles na czele dużej grupy wiozącej m.in. wiele prezentów dla Indian. Stevens miał zamiar zorganizować wielkie spotkanie z Nez Perce i buntowniczymi Indianami w dolinie Walla Walla w miejscu poprzedniego z 1855. Owhi wraz ze swymi synami Qualchanem i Lokoutem oraz wodzami Mosesem i Quiltenenockiem i kilkoma wojownikami ruszył mu naprzeciw. 5 września Indianie odnaleźli gubernatora obozującego wraz z kompanią 69 ochotników kapitana Goffa jako osłoną. Podpułkownik Steptoe z 5 kompaniami obozował 5 mil dalej i zajmował się odbudową Fort Walla Walla. Indianie nie mogli zrozumieć dlaczego Stevens wraz z ochotnikami obozuje w oddaleniu od wojska. Wiązało się to z niechęcią Woola do Stevensa. Lokout usłyszał od Kamiakina, który rozmawiał ze Steptoe, iż Wool z Wrightem wydali rozkazy aby do czasu ratyfikacji traktatu usunąć wszystkich białych (w tym ochotników) z terytorium Indian (nie obejmowało to kupców Kompanii Zatoki Hudsona i górników z Colville). Steptoe miał mu też powiedzieć, że otrzymał rozkaz by nie pomagać Stevensowi w razie gdyby ten został zaatakowany przez Indian. Indianie zaczęli rozważać atak na grupę białych i zabicie Stevensa wraz z ochotnikami. 10 września Stevens zorientował się, iż w okolicy jest bardzo wielu Indian (łącznie miało być ich ok. 4000) i wszyscy (poza Nez Percé) są nastawieni bardzo nieprzyjaźnie.
Indianie byli wściekli na milicję Stevensa za atak pod Grande Ronde. Gubernator wezwał Steptoe, by ten wysłał mu 2 kompanie wojska i haubicę, jednak ten nie zgodził się. Czekając na przybycie wojska Stevens rozpoczął 11 września rozmowy z Indianami. Stevens obarczył Indian winą za wybuch walk i podkreślał ważność podpisanego traktatu. W odpowiedzi Indianie wysunęli wiele zarzutów pod względem białych. Niektórzy zaczęli żądać unieważnienia traktatu i zwrotu ich ziem, upatrując w tym głównego źródła wojny. Stevens ich zignorował. 13 września okazało się, iż do żadnego porozumienia nie dojdzie. Coraz bardziej zaniepokojony Stevens po raz kolejny zażądał od Steptoe pomocy wojska. Ten ponownie odmówił uzasadniając to faktem, iż ma zbyt mało wojska by bronić jednocześnie dwóch obozów. Jednocześnie zaproponował, by jeśli Stevens czuje się zagrożony, przybył ze swoimi ludźmi do jego obozu. Zgodnie z sugestią 14 września Stevens zwinął obóz i ruszył w kierunku obozu armii.
Atak na gubernatora Stevensa. 19 września Stevens wraz z 69 milicjantami, 50 cywilnymi poganiaczami i 50 Nez Percé wodza Prawnika ruszył w kierunku The Dalles. 3 mile od obozu Steptoe Yakima i inni pod wodzą Kamiakina, Qualchana, Lokouta i Quiltenenocka (ok. 450 ludzi, lecz spora część tylko przyglądała się wydarzeniom) uderzyli na kolumnę białych. Do walki po stronie białych włączyli się Nez Percé. Yakima krzyczeli do nich, iż przybyli by walczyć z białymi, a nie z Nez Percé i zagrozili, iż jeśli nie odstąpią zaatakują ich położony niedaleko obóz w którym zostały same kobiety i dzieci. Po tej groźbie Nez Percé wycofali się z bitwy. Yakima wykonali kilka szarż, zaś biali kilka kontrataków. Po jednym z kontrataków Yakima odcięli od sił głównych grupę milicji z pułkownikiem Shawem, jednak po walce wręcz zdołali się oni przebić. Biali ustawili się w obronny krąg i odpierali ataki. Gdy zapadła noc Indianie podchodzili coraz bliżej pozycji białych. Jednak Stevens zdążył posłać jednego z Nez Percé po pomoc. W końcu ok. północy przybyła odsiecz Steptoe (Kamiakin miał się skarżyć, iż Steptoe go okłamał, gdyż zwycięstwo było już blisko). Stwierdziwszy, że po przybyciu Steptoe dalszy atak nie rokuje sukcesów Indianie dali spokój. Walka kosztowała ich 13 zabitych i rannych. Biali stracili 1 zabitego i 2 rannych.
Wydarzenia z doliny Walla Walla wywołały duże napięcia pomiędzy władzami cywilnymi i wojskowymi. Stevens oskarżał Steptoe i Wrighta o słabość i bezczynność. Ci z kolei odwdzięczali się oskarżeniami iż Stevens sam sprowokował zajścia zwołując w jedno miejsce tysiące niezadowolonych Indian i mówiąc im rzeczy, które jeszcze bardziej ich wzburzyły.
Aby uspokoić Indian Wool wraz z podpułkownikiem Steptoe obiecali Indianom, że dolina Walla Walla zostanie zamknięta dla białego osadnictwa do czasu ratyfikacji traktatu. To samo dotyczyło Yakima. Zostały ustanowione nowe posterunki wojskowe (Fort Simcoe i Fort Walla Walla), które miały chronić Indian i zapobiegać wdzieraniu się białych na ich ziemie.
Pokój był jednak tylko chwilowy.
Wiosną 1857 Stevens w końcu dopiął swego. Jego intrygi doprowadziły do zdjęcia z dowództwa generała Woola, lecz jego następca, generał Newman S. Clarke kontynuował politykę Woola, zakazując białym osiedlania się na wschód od Gór Kaskadowych. Przez cały 1857 panował spokój, lecz wkrótce rozeszły się wieści o odkryciu złota nad rzeką Frazer w Kolumbii Brytyjskiej. Mimo formalnego zakazu poszukiwacze złota z Oregonu i Kalifornii ruszyli ławą do kopalń najkrótszą drogą – przez ziemie Yakima, Palouse, Spokane i Coeur d’Alene (którzy nie podpisali traktatu ze Stevensem w 1855). Ponadto placówki wojskowe, które miały stać na straży ziem indiańskich okazały się punktami przy których zaczęli się osiedlać biali osadnicy. Przewidując wybuch nowego konfliktu Kamiakin zaczął montować sojusz plemion Yakima, Palouse, Spokane i Coeur d’Alene. Spokane i Coeur d’Alene będący pod wpływem misjonarzy jezuickich pozostawali w dobrych stosunkach z białymi i nie wzięli udziału w walkach z 1855-1856. Lecz teraz zagrożeni napływem białych na ich ziemie oraz dziesiątkowani przez przywleczone przez nich choroby odpowiedzieli pozytywnie na jego apel.

## Wojna Spokane-Coeur d’Alene-Palouse
W kwietniu 1858 niezadowolenie z powodu obecności placówki białych (Fort Walla Walla) w samym środku indiańskich ziem objawiło się w napadach Palusów wodza Tilcoaxa, którzy kradli konie i bydło białym w dolinie – w tym zwierzęta należące do armii. Pościg za nimi nie dał rezultatu.
Również w kwietniu koło rzeki Palouse zginęło dwóch białych zdążających do kopalń Colville. Około 40 górników z Colville mieszkających kilka mil na północ od rzeki Spokane wysłało do komendanta Fortu Walla Walla podpułkownika Steptoe petycję domagając się ochrony. Podpułkownik Edward Jenner Steptoe ruszył ze 157 żołnierzami i 2 haubicami (w tym kompanie C, E, H 1 pułku dragonów, 25 ludzi z kompanii E 9 pułku piechoty) by przeprowadzić śledztwo. Po drodze wojsko przeprawiło się przez rzekę Snake koło obozu Nez Percé wodza Tymoteusza, który wraz z kilkoma wojownikami dołączył do niego. Maszerujące oddziały wkroczyły na ziemie plemienia Spokane. Gdy oddziały dotarły do rzeki Palouse, Steptoe został odwiedzony przez delegację Spokane. Na zapytanie wodzów, dlaczego armia wkracza na ich ziemie, Steptoe odpowiedział, że maszerują do Colville gdzie doszło do napięć między Indianami i górnikami i że armia nie ma agresywnych zamiarów w stosunku do Spokane. Jednak fakt, iż wojsko znajduje się daleko na wschód od szlaku wiodącego do Colville wydał się Spokane podejrzany.
Bitwa koło Pine Creek. 16 maja marsz Steptoe został powstrzymany przez połączone siły Yakima, Spokane, Palouse, Coeur d’Alene i Pend d’Oreilles pod wodzą Kamiakina – łącznie ponad 1000 wojowników. Indianie poinformowali Steptoe, że jeśli będzie kontynuował marsz na północ – zostanie zaatakowany. Steptoe obiecał im, że następnego dnia zawróci. Następnego dnia, gdy oddział ruszył w drogę powrotną został otoczony. Steptoe znów rozmawiał – tym razem z wodzem Coeur d’Alene zwanym Soltees. Tłumaczący słowa Indian jezuita – ojciec Joseph – stwierdził, iż Indianie byli przekonani, że rząd ma zamiar zagarnąć ich ziemie. Około 9.00 gdy oddział przeprawiał się przez wąwóz Pine Creek został nagle ostrzelany od południa i z dominujących punktów wzdłuż drogi marszu. Porucznik Gaston samorzutnie zarządził szarżę, która otworzyła Amerykanom drogę na wzgórza na południu. Wojsko ruszyło naprzód. Wkrótce do akcji weszły haubice. Steptoe z kompanią H 1 pułku dragonów był na czele, oddział wydzielony z kompanii C porucznika Wheelera chronił prawe skrzydło, zaś porucznik Gaston z kompanią E – lewe. Kapitan Taylor z resztą kompanii C chronił tyły.
Oddziały Taylora i Gastona odparły ataki Indian, lecz poniosły przy tym straty – zginęli obydwaj dowódcy oraz 2 żołnierzy. Żołnierze byli zdemoralizowani utratą dowódców i gdy porucznik Gregg potrzebował ochotników do szarży – zgłosiło się zaledwie 10. Steptoe zadecydował by umocnić się na wzgórzu. Indianie przejściowo się wycofali, jednak sytuacja była niewesoła. Żołnierze wystrzelali większość amunicji, zaś obóz armii był otoczony przez przeważające siły. Na wieczornej naradzie Amerykanie podjęli decyzję by spróbować wymknąć się w nocy przez lukę w liniach Indian wykrytą przez zwiadowców Nez Percé. Postanowiono zdemontować i zakopać haubice oraz pozostawić w obozie zwierzęta juczne i większość zapasów sądząc, iż zajęci rabunkiem Indianie nie będą go ścigać.
Plan okazał się słuszny. Rankiem Indianie odkryli, że biali zniknęli, jednak zamiast ruszyć w pościg zajęli się rabowaniem dóbr pozostawionych przez białych. Na próżno Kamiakin wzywał ich do dokończenia dzieła – zadowoleni z sukcesu wojownicy ani myśleli o dalszej walce. Tymczasem Steptoe już po 24-godzinnym wyczerpującym marszu znalazł się z powrotem w obozie Tymoteusza. Stamtąd pod osłoną 60 wojowników Nez Percé ruszył do Fortu Walla Walla. Wyprawa kosztowała go 12 zabitych i 10 rannych. Sprzymierzeni Nez Perce stracili 3 zabitych. Straty Indian oceniono na 9 zabitych (w tym jeden z wodzów Coeur d’Alene – Victor) i 40-50 rannych, w tym część śmiertelnie. Podczas odwrotu dognał Steptoe wódz Nez Percé, Prawnik na czele 200 pomalowanych w barwy wojenne wojowników. Usiłował on namówić Steptoe do ponownego ataku obiecując mu pomoc 800 wojowników, jednak Steptoe odmówił.
Tymczasem narastał też konflikt w Górach Kaskadowych. Wiosną 1858 roku renegat Yakima Kiyuyu (zwany przez białych Davidem) służący dowódcy Fort Simcoe majorowi Robertowi Garnettowi jako zwiadowca, skradł wodzowi Owhi prawie wszystkie konie i popędził je do fortu. Podobny los spotkał konie innych grup Yakima. Indianie zaczęli podejrzewać, iż fort służy koniokradom jako miejsce azylu, zaś cała akcja miała ciche wsparcie majora Garetta. Mimo dużej straty Owhi zachował spokój, lecz wódz Wenatchee, Quiltenenock był wściekły.
Wkrótce z The Dalles wyruszyła 25-30 osobowa grupa białych zdążająca do kopalń Fraser. Jednak po dotarciu do rzeki Yakima większość grupy zawróciła, stwierdzając, iż grupa jest zbyt mała by odeprzeć ewentualny atak Indian. Dołączyli oni kilka tygodni później do dużej grupy Kalifornijczyków. Jednak 3 białych o nazwiskach Winlock, Sanborn i Charlie ruszyło w dalszą drogę. W Dolinie Okanogan, przy północnym brzegu jeziora Palmer’s Lake zostali oni zaatakowani przez miejscowych Indian. Sanborn i Charlie zdołali uciec, lecz Joe Winlock został zabity.
Atak na górników nad rzeką Wenatchee. W czerwcu Quiltenenock dowiedział się, iż okolicę przemierza grupa 79 Kalifornijczyków udających się wraz 94 jucznymi końmi i mułami do kopalń złota nad rzeką Fraser w Brytyjskiej Kolumbii i postanowił ją samodzielnie zaatakować. Nad rzeką Wenatchee Quiltenenock zastrzelił jednego z białych, po czym sam uniknął śmierci z rąk jego towarzyszy. Ścigający wodza wzdłuż rzeki biali natknęli się z kolei na większą grupę Indian, która pośpieszyła na odgłos wystrzałów. Biali zostali otoczeni i walka przeciągnęła się do nocy. Nad ranem, gdy większość Indian udała się na spoczynek, biali wymknęli się. Indianie ruszyli w pościg i dopadli górników na skałach kilka mil dalej. Wywiązała się długotrwała strzelanina, lecz śmierć poniósł Quiltenenock, który znowu samotnie zaatakował białych, zaś Qualchan który przybył na teren bitwy został poważnie ranny. Raporty armii podają bardzo rozbieżne szacunki liczby ofiar po stronie białych – od 1 zabitego i 5 rannych aż do 50 zabitych.
Niedługo potem w okolice przybyła kolejna grupa górników – prowadzona przez W.H. Piersona. Wódz Owhi przybył do niego i ostrzegł go by nie szedł dalej tą drogą, gdyż naraża się na atak ze strony nieprzyjaznych Indian. Jednocześnie wyjaśnił mu sprawę kradzieży indiańskich koni przez Davida. Pierson zawrócił w kierunku Fort Simcoe eskortowany przez synów Owhi, Qualchana, Lokouta i Penaha. W drodze grupa napotkała żołnierzy szukających dezerterów. Ci widząc uzbrojonych Indian przygotowali się do walki, lecz dzięki interwencji Piersona nie doszło do niej. Pierson przedstawił dowódcy fortu sprawę Davida. Ten wezwał Davida, który stwierdził, że jeśli Owhi chce odzyskać konie musi stanąć do walki. Pierson został w forcie, lecz obiecał Qualchanowi, że jeśli dowódca zgodzi się zwrócić konie – pojawi się z nimi następnego dnia w jego obozie. Następnego dnia David wznoszący okrzyki wojenne przegalopował przez obóz Qualchana na koniu, który prawdopodobnie należał do wodza. Dawid zaczął lżyć i kpić z wodza, podczas gdy opodal stało uzbrojone wojsko. Gdy żołnierze podeszli bliżej otworzyli ogień. Wściekły Qualchan stwierdził, iż pokój się skończył zaś nadszedł czas wojny. Strzelanina koło fortu, mimo że trwała kilka godzin nie doprowadziła do strat po żadnej ze stron.
Atak w Kanionie McLoughlin. Pod koniec lipca na ziemie Yakima wkroczyła duża (ok. 160 ludzi i 400 koni oraz mułów) grupa białych zdążających do kopalń nad rzeką Frazer. Grupą dowodził David McLoughlin, syn wieloletniego faktora Kompanii Zatoki Hudsona w Fort Vancouver (od jego nazwiska nadano później nazwę kanionowi w którym doszło do bitwy). W jego grupie byli też ludzie z The Dalles, którzy kilka tygodni wcześniej zawrócili z drogi. W tym czasie grupa Owhi obozowała nad rzeką Wenatchee. Byli z nim Qualchan i Moses – brat Quiltenenocka. Gdy nadeszła wieść o zbliżających się białych Qualchan i jego brat Lokout wraz z Mosesem wyruszyli natychmiast na czele 50 wojowników, gotowi wydać białym bitwę lub skraść im konie. Jednak białych było zbyt dużo, więc wysłali do obozu po posiłki. Gdy te nie nadciągnęły – zawrócili. W trakcie odwrotu Qualchan zastrzelił napotkanego samotnego białego. W obozie okazało się dlaczego nie nadeszły posiłki – większość wojowników wyruszyła wcześniej na polowanie i na połów ryb w kraju Chelan.
O ile Qualchan chciał wziąć swych wojowników i dołączyć do Kamiakina w kraju Palouse, o tyle Moses chciał zemsty na górnikach za śmierć brata. Wyruszył więc do szczepu Chelan, którego wodzem był jego kuzyn Innomosecha. Innomosecha spotkał się z białymi koło Fort Okanogan udając przyjaźń, lecz w rzeczywistości próbując określić siłę i uzbrojenie białych oraz trasę jaką wybiorą. 29 lipca Moses na czele wojowników szczepów Columbia, Chelan i Okanogan (ok. 200 ludzi) urządził zasadzkę w kanionie nazwanym później kanionem McLoughlina. Indianie zatarasowali północny wylot kanionu za pomocą ściętych drzew i obsadzili zbocza dominujące nad szlakiem. Indianie mieli zamiar wpuścić całą grupę białych do kanionu, a następnie uderzyć na nich i zmasakrować ich. Gdy górnicy wjechali do kanionu Indianie zaatakowali. Już od pierwszej salwy padło 6 białych. W kolumnie zakotłowało się. Zmieszani biali zaczęli się wycofywać. Starcie trwało od 10.00 do 17.00 gdy biali zamknęli się w ufortyfikowanych obozie. Siedzieli tam też cały następny dzień. Dopiero 3 dnia odważyli się ruszyć dalej. W kanionie pochowali zabitych, których Indianie rozebrali zaś zwłoki zbezcześcili. Straty białych to (zależnie od źródła) od 3 zabitych i 9 rannych do 6 zabitych i ok. 20 rannych. Straty Indian są nieznane.
Atak na grupę McLoughlina prawdopodobnie zaspokoił żądzę zemsty Mosera, ponieważ kolejne 3 karawany białych przeszły przez to terytorium nie niepokojone.
Tymczasem generał Clarke rozkazał pułkownikowi Wrightowi wyruszyć na czele wojska w celu ukarania plemion, które zaatakowały oddział Steptoe. Na początku, 6 sierpnia Wright zawarł sojusz z Nez Percé, co zapewniło mu ich pomoc. 30 Nez Percé zostało odzianych w mundury armii, co miało odróżniać ich od wrogich Indian.
15 sierpnia pułkownik Wright wyruszył w pole na czele 4 kompanii 1 pułku dragonów, 5 kompanii 3 pułku artylerii 2 kompanii 9 pułku piechoty i 30 Nez Perce – łącznie 570 żołnierzy, bateria haubic, 30 sprzymierzonych Indian i 100 cywilnych poganiaczy.
17 sierpnia kapitan D. E. Keyes wyruszył z Fort Walla Walla by założyć nową placówkę wojskową przy zbiegu rzek Snake i Tucannon. Na cześć poległego kapitana Taylora nazwano ją Fort Taylor.
Starcie nad Teanaway. Jednocześnie z Wrightem wyruszył przeciwko Yakima z grup Owhi, Qualchana i Mosesa major Garnett. 11 sierpnia opuścił on Fort Simce i udał się na poszukiwanie sprawców napaści na górników. 14 sierpnia Garnett otrzymał informację, że nad dopływem rzeki Yakima – Teanaway, obozuje grupa Indian, prawdopodobnie Owhi. Garnett wysłał porucznika Allena z 15 żołnierzami w celu przechwycenia Indian. Allen w ciemnościach otoczył obóz, lecz Indianie odkryli ich obecność i rozpoczęła się strzelanina. Allen został śmiertelnie postrzelony, lecz żołnierze zaszarżowali na obóz i zajęli go. Do niewoli wzięto 21 mężczyzn, 50 kobiet i dzieci. Zdobyto 70 koni i 15 sztuk bydła. 5 Indian posądzanych o napaść na górników nad rzeką Wenatchee zostało przywiązanych do drzew i rozstrzelanych. Następnie ich ciała zostały odcięte i pozostawione kojotom. Jednak jeden z Indian – Tomenick mimo rany w pachwinie przeżył. Po odjeździe żołnierzy zdołał doczołgać się do potoku, wszedł do niego do niego, po czym woda poniosła go w dół, gdzie został uratowany przez mieszkańców innego obozu.
Inny oddział wysłany przez Garnetta (pod dowództwem porucznika Crooka) odkrył inny obóz i wziął go z zaskoczenia. Także tutaj 4 Indian podejrzanych o ataki na górników zostało rozstrzelanych. I także tutaj jednemu z nich (Click-clew-washet) udało się przeżyć. Ci którym udało się uciec dołączyli do Owhi i Qualchana.
Bitwa koło Four Lakes. 1 września siły Wrighta napotkały ludzi Kamiakina (ok. 500 wojowników) obsadzających wzgórza koło Four Lakes. Około 9.30 rano Wright wymaszerował z obozu na czele dwóch szwadronów 1 pułku dragonów, czterech kompanii 3 pułku artylerii, batalionu (dwie kompanie) 9 pułku piechoty, jednej haubicy i zwiadowców Nez Percé. Pozostałe oddziały z jedną haubicą pozostały by strzec obozu. Wojsko było uzbrojone w nowe dalekonośne karabiny, podczas gdy Indianie mieli głównie stare muszkiety pamiętające czasy wojen napoleońskich oraz łuki i włócznie. Wspierane ogniem artylerii, oraz wykorzystujące zasięg ognia swych nowych karabinów wojsko spędziło Indian z dominującego nad okolicą wzgórza, następnie zaś wyparł ich z lasku u jego podnóża. Końcowym akordem było uderzenie dragonów na wycofujących się Indian, co doprowadziło do ich rozproszenia. Wright nie poniósł żadnych strat, podczas gdy Indianie stracili 20 zabitych i wielu rannych.
Bitwa na Spokane Plains. 5 września doszło do kolejnej bitwy Wrighta z plemionami Spokane, Coeur d’Alene, Palouse i Pend d’Oreille (500-700 wojowników). Tym razem Indianie stawili opór Armii na otwartej równinie zwanej Spokane Plains. Indianie podpalili trawy by ograniczyć żołnierzom widoczność, lecz mimo to ludzie Wrighta uformowani na kształt litery „T” spychali ich przez 14 mil, ostrzeliwując z dystansu ogniem artyleryjskim i karabinowym. W końcu Indianie zostali wyparci za rzekę Spokane i poszli w rozsypkę. Znowu Wright osiągnął sukces przy minimalnych stratach – 1 lekko ranny. Straty Indian są nieznane, lecz musiały być znaczne. Zginęło 2 wodzów Coeur d’Alene, zaś Kamiakin został ciężko ranny.
Po tej bitwie większość wodzów zdecydowała się podjąć rozmowy z Wrightem. Jedynie Kamiakin i wódz Palouse Tilcoax nie zgodzili się na to i uszli (Kamiakin uszedł aż do Kanady).
Pacyfikacja Indian. Do pierwszych rozmów z wodzami Spokane doszło już w dniu 7 września niedaleko pola bitwy. Wright zażądał przybycia wszystkich członków plemienia i złożenia przed nim broni oraz całego skradzionego białym dobytku. W przeciwnym razie groził eksterminacją całego plemienia. 9 września żołnierze przechwycili stado 800 koni należących do wodza Palouse Tilcoaxa. Z rozkazu Wrighta wszystkie konie zostały wyrżnięte. Miało to być karą za ataki Palusów na białych, a także stanowić przestrogę dla Indian. 10 września pułkownik otrzymał wiadomość od ojca Joseta z misji w kraju Coeur d’Alene, iż plemię to jest gotowe zawrzeć pokój. Wright postawił im również twarde warunki. 14 września Wright dotarł do misji w kraju Coeur d’Alene. Indianie byli początkowo przerażeni, ale ostatecznie pojawili się wraz z rodzinami i całym dobytkiem i oddali się pod opiekę rządu USA.
Wright postawił plemieniu następujące warunki:
1. Plemię musi wydać tych, którzy zaczęli atak na podpułkownika Steptoe
2. Indianie muszą dostarczyć cały posiadany majątek pochodzący z zapasów pozostawionych na polu bitwy przez Steptoe
3. Indianie muszą pozwolić wszystkim białym na podróżowanie bez przeszkód przez ich kraj
4. Jako zabezpieczenie muszą pozostawić w Forcie Walla Walla jednego wodza i 4 wojowników z rodzinami jako zakładników.

Po krótkiej naradzie wodzowie Coeur d’Alene zgodzili się przyjąć te warunki. 18 września Wright opuścił misję. 23 września, o wschodzie słońca w obozie Wrighta pojawił się wódz Owhi. Wright kazał zakuć go w kajdany i zażądał posłania po jego syna Qualchana, grożąc powieszeniem Owhi w razie gdyby nie chciał przybyć. Qualchan przybył do obozu ok. godziny 9.00 a już o 9.15 został powieszony jako winny zbrodni na białych od 1855 roku.
Po śmierci syna Owhi powiedział zwiadowcy Nez Perce „Nie chcę już żyć! Mój ulubiony syn jest martwy. Walczyliśmy razem za nasz kraj i naszych ludzi i straciłem wszystko. Teraz nie ma dla mnie żadnego miejsca. Biały człowiek weźmie nasz kraj. Mogę teraz słyszeć płacz moich ludzi którzy stali się bezdomni. Lepiej było zginąć w boju.” Kilka dni później, gdy kolumna Wrighta maszerowała wzdłuż rzeki Snake, żołnierze zatrzymali się na środku małego strumienia by napoić konie. Wtedy Owhi podjął próbę ucieczki, jednak został zastrzelony przez porucznika Morgana. Użycie broni było nieuzasadnione, gdyż Indianin był nieuzbrojony, zaś jego stopy były przywiązane do boków konia. Nie wiadomo dlaczego Owhi chciał uciekać. Wright miał zamiar dostarczyć go do generała Clarke a ten chciał się z nim udać do Waszyngtonu. Jednak Owhi prawdopodobnie sądził, iż spotka go los jego syna.
23 września major Grier z 3 szwadronami dragonów dotarł na miejsce bitwy Steptoe. Odzyskał on obie haubice oraz ciała zabitych. 27 września z Wrightem spotkała się grupa ok. 100 Palouse wodza Slow-i-archy. Wódz odrzucił oskarżenia o napady na białych, zrzucając winę na Kamiakina i jego popleczników, którzy zbiegli. Mimo to Wright oskarżył kilku wojowników o udział w napadach i kazał ich powiesić. Łącznie według Wrighta powieszono 11 wojowników. Wright wysłał też zaproszenie do rozmów dla Kamiakina, dając mu obietnicę, iż nie stanie się mu żadna krzywda. Lecz Kamiakin odpowiedział:
„Wszyscy walczący wodzowie, Pepeumoxmox, Owhi, Qualchan, Quiltenenock i Big Star, nie żyją. Nie pozostał nikt by kontynuować walkę. Ci którzy zginęli w tej wojnie byli moimi towarzyszami. Nie będę bezcześcił ich pamięci, kapitulując przed znienawidzoną rasą. Z kilku końmi które mi pozostały, wezmę swoją rodzinę i ruszę podróż, by znaleźć innych ludzi”. Wódz udał się na wygnanie do Kanady, lecz w 1861 wrócił potajemnie w rodzinne strony i osiadł koło Spokane. Zmarł w 1877, w roku w którym do walki z białymi stanęło wspierające ich w 1858 plemię Nez Percé.
W roku 1859 Senat ratyfikował w końcu traktaty Stevensa. Wtedy też Indianie zaangażowani w konflikt udali się do swych rezerwatów.